# Juris Kalniņš
Juris Kalniņš (Riga, 8 de março de 1938) é um ex-basquetebolista letão que foi tri-campeão da Copa dos Campeões Europeus (1958, 1958-59 e 1959-60) com o mítico ASK Riga de Krūmiņš e Gomelsky. Integrou a Seleção Soviética que conquistou a medalha de prata nos XVIII Jogos Olímpicos de Verão disputados em Tóquio em 1964.